# 富野分屯地
座標: 北緯33度52分19秒 東経130度55分18秒 / 北緯33.87198337170695度 東経130.92166900634766度
富野分屯地（とみのぶんとんち、JGSDF Vice-Camp Tomino）は、福岡県北九州市小倉北区富野須賀町に所在し陸上自衛隊九州補給処富野弾薬支処等が駐屯する陸上自衛隊小倉駐屯地の分屯地である。分屯地司令は、九州補給処富野弾薬支処長が兼務。

## 沿革
- 1955年（昭和30年）3月2日：陸上自衛隊九州補給処富野弾薬支処が編成完結。

## 駐屯部隊・機関

### 西部方面隊隷下部隊・機関
- 陸上自衛隊九州補給処
  - 富野弾薬支処
- 西部方面システム通信群
  - 第102基地システム通信大隊
    - 第304基地通信中隊
      - 富野派遣隊

### 防衛大臣直轄部隊
- 警務隊
  - 西部方面警務隊
    - 第134地区警務隊
      - 富野連絡班

## 最寄の幹線交通
- 高速道路：九州自動車道小倉東IC、北九州高速4号線富野出入口
- 一般道：国道3号、国道10号、国道199号、福岡県道264号線湯川赤坂線
- 鉄道：JR九州鹿児島本線小倉駅
- 港湾：北九州港（特定重要港湾）、苅田港（重要港湾）
- 飛行場：北九州空港（第二種空港）
- 西鉄バス：冨野小学校前